# 东平县性侵女生案
东平县性侵女生案，是指2013年發生在中華人民共和國山東省泰安市的一起强奸案件，遲至2014年在网络揭發而引起舆论和警方关注。

## 概述
2014年7月，媒体接到举报称，受害者（媒体使用化名晴晴，或称焦某，小焦）称2013年12月23日，被黄鹏、黄德伍和卢道刚强奸。此案最初是2014年2月发布在天涯社區的网帖，称“东平斑鸠店镇一中有多名初中女生被吸毒人员强奸、轮奸，并提出报案过程中存在政府部门推诿责任、警方伪造口供、主犯逍遥法外等现象。”后经新京报记者最先采访报道，引起了广泛的关注。
最初的犯罪嫌疑人有：“黄鹏”（受害人称“黄鹏”警方称“黄某峰”下同）、“卢道刚”（卢某、卢某刚）、“黄德伍”（黄某武）、“郑容材”（郑某）以及警方后加入的“刘某”，但泰安警方起初仅证实其中1人卢某刚涉嫌强奸罪，但仍不能认定黄某峰、黄某武、郑某的行为构成强奸罪。理由一是焦某在酒店和黄某峰、黄某武等四人发生性关系是自愿行为；二是根据黄某武、卢某刚、郑某才三人供述：“发生性关系时，焦某没有任何反抗，且积极配合。”缺少事实根据，且存在较多问题：
据焦某的舅舅康某讲，2014年1月8日去东平县公安局刑警大队录口供时，警方记录员将受害人原话“扒我衣服”改成了“把外套脱了，还帮黄某峰脱衣服”1月21日第二次做笔录时焦某的亲戚康某想看笔录，一名警员表示“领导特别交代了，不让你看。”康某在监护人一栏签字。
14日上午，受害者（小焦）舅舅康某表示“一定要给孩子讨个公道”，受害者（小焦）所在的斑鸠店镇中学校长刘美福表示“这是一场悲剧。”学校方“也有需要反思的地方。”同日，山东警方称“初中女生遭性侵”事件发现新的证据，公安机关以刘某、黄某峰涉嫌强奸罪，对其依法刑事拘留。但在此前，警方曾称不能认定黄某峰等其余三人的行为构成强奸罪。这一调查情况引发网友广泛议论，并对“上面是否打招呼了”等提出质疑。新华社评论，媒体曝光已经成为了案件进展的关键。晚上，官方称未发现打招呼现象。受害人的母亲對當局的調查報告提出質疑，反而蒙受心理精神压力，服農藥自杀，送医院救治後脱离生命危险。
21日，中国青年报文指出虽然该案在舆论监督下泰安市公安局成立专案组拘谨2位犯罪嫌疑人，但记者宿希强认为性侵案频发的背景，所谓“成功人士”多引诱14-18岁女中学生已经见怪不怪，这是乡村文化失範与法治的缺失。